# 2355 Nei Monggol
2355 Nei Monggol este un asteroid din centura principală, descoperit pe 30 octombrie 1978.